# Вітув (Кутновський повіт)
Вітув (пол. Witów) — село в Польщі, у гміні Кросневиці Кутновського повіту Лодзинського воєводства.
Населення — 152 особи (2011).
У 1975-1998 роках село належало до Плоцького воєводства.

## Демографія
Демографічна структура станом на 31 березня 2011 року:
|          | Загалом | Допрацездатний вік | Працездатний вік | Постпрацездатний вік |
| -------- | ------- | ------------------ | ---------------- | -------------------- |
| Чоловіки | 76      | 10                 | 59               | 7                    |
| Жінки    | 76      | 14                 | 39               | 23                   |
| Разом    | 152     | 24                 | 98               | 30                   |